# 2013 في المكسيك
فيما يلي قوائم الأحداث التي وقعت خلال عام 2013 في المكسيك.

## رياضة
- 1 يناير – بطولة أمريكا الوسطى والكاريبي لألعاب القوى 2013
- 1 يناير – بطولة العالم للكرة الطائرة ناشئين 2013
- 1 يناير – رالي المكسيك 2013

## برامج ومسلسلات وأنمي
- سيد السماوات

## وفيات

### يناير
- 7 يناير – ليليا ديل فالي (مواليد 1928) ممثلة مكسيكية.
- 15 يناير – شوشو كاستيلو (مواليد 1944) ملاكم مكسيكي.
- 15 يناير – هيكتور ديفيد ديلغادو سانتياغو (مواليد 1975) مهرب مخدرات مكسيكي.
- 16 يناير – إيسيدرو بيريس (مواليد 1964) ملاكم مكسيكي.
- 22 يناير – إغناثيو باريوس (مواليد 1930) فنان مكسيكي.

### فبراير
- 15 فبراير – رامون موتا سانشيز (مواليد 1922) سياسي مكسيكي.

### مارس
- 28 مارس – ثريا خيمينيز (مواليد 1977) ربّاعة مكسيكية.

### أبريل
- 16 أبريل – بيدرو راميريز فاسكيز (مواليد 1919) مهندس معماري مكسيكي.

### مايو
- 9 مايو – هومبيرتو لوغو جيل (مواليد 1934) سياسي مكسيكي.
- 26 مايو – خوسيه ماريا بيريز غاي (مواليد 1944)
- 26 مايو – هيكتور غارزا (مواليد 1969) مصارع محترف مكسيكي.

### يونيو
- 3 يونيو – إنريك ليزالد (مواليد 1937) ممثل مكسيكي.
- 8 يونيو – أرتور فيغا (مواليد 1947)

### يوليو
- 22 يوليو – أليخاندرو سانتياغو راميريز (مواليد 1964)

### أغسطس
- 8 أغسطس – فرناندو كاسترو باتشيكو (مواليد 1918) فنان مكسيكي.
- 15 أغسطس – إسماعيل مورينو بينو (مواليد 1927) دبلوماسي مكسيكي.
- 24 أغسطس – ريكاردو إليزوندو إليزوندو (مواليد 1950) كاتب مكسيكي.

### أكتوبر
- 18 أكتوبر – فرنسيسكو رافاييل أريلانو فيليكس (مواليد 1949) بارون المخدرات مكسيكي.
- 22 أكتوبر – أنطونيو ماركيز راميريز (مواليد 1936) لاعب كرة قدم.
- 24 أكتوبر – آنا بيرثا ليبي (مواليد 1934)

### نوفمبر
- 15 نوفمبر – كارلا ألفاريز (مواليد 1972) ممثلة مكسيكية.

### ديسمبر
- 8 ديسمبر – خوسيه ميركادو (مواليد 1938) درّاج طريق مكسيكي.
- 29 ديسمبر – أري روميرو (مواليد 1951)